# 대한민국 형사소송법 제329조
대한민국 형사소송법 제329조는 공소취소와 재기소에 대한 형사소송법의 조문이다.

## 조문
제329조(공소취소와 재기소) 공소취소에 의한 공소기각의 결정이 확정된 때에는 공소취소 후 그 범죄사실에 대한 다른 중요한 증거를 발견한 경우에 한하여 다시 공소를 제기할 수 있다.

第329條(公訴取消와 再起訴) 公訴取消에 依한 公訴棄却의 決定이 確定된 때에는 公訴取消 後 그 犯罪事實에 對한 다른 重要한 證據를 發見한 境遇에 限하여 다시 公訴를 提起할 수 있다.

## 판례
공소취소 후 재기소에 관한 규정인 형사소송법 제329조가 종전의 범죄사실을 변경하여 재기소하는 경우에도 적용된다

## 참고 문헌
- 손동권 신이철, 새로운 형사소송법(초판, 2013), 세창, 2013. ISBN 9788984114081

## 같이 보기
- 재심
- 재구속
- 대한민국 형사소송법 제327조